# Crweni Bregowi
Crweni Bregowi (mac. Црвени Брегови) – wieś w centralnej Macedonii Północnej, terytorialnie i administracyjnie należąca do gminy Negotino. Według stanu na 2002 rok jej liczebność wynosiła 170 mieszkańców.

położenie wsi na mapie gminy

Według danych ze spisu powszechnego przeprowadzonego w 2002 roku, wieś Crweni Bregowi zamieszkiwało 170 osób deklarujących następującą narodowość: 
- Macedończycy – 90 (52,94%)
- Romowie – 34 (20,00%)
- Albańczycy – 27 (15,88%)
- Turcy – 17 (10,00%)
- Serbowie – 2 (1,18%)